# George Oswald von Czettritz und Neuhaus
George Oswald Freiherr von Czettritz und Neuhaus
(geb. 12. Januar 1726; gest. 1798 in Glogau, Kreis Glogau) war ein preußischer Landrat.

## Leben

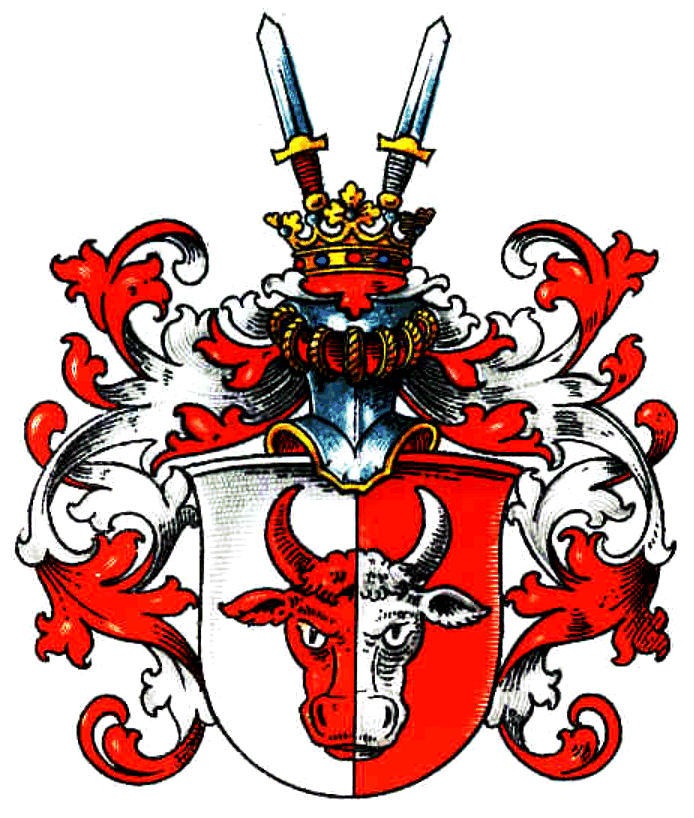
Wappen derer von Czettritz

George Oswald Freiherr von Czettritz und Neuhaus war Angehöriger des schlesischen Adelsgeschlechts Czettritz. Seine Eltern waren Gottfried Oswald von Czettritz und Neuhaus (1695–1742), Erbherr auf Militsch und Landesältester im Fürstentum Wohlau und dessen Ehefrau Eva Eleonore (* um 1700), geb. von Schweinichen aus dem Haus Gaffron, die er am 9. Oktober 1720 geheiratet hatte. Seine Karriere begann er zunächst im preußischen Heer, wo er von 1750 bis 1753 als Offizier in einem Dragoner-Regiment diente. Ab 1765 amtierte er in der Nachfolge von Sigismund Rudolph von Berge und Herrendorf als Landrat im Landkreis Glogau. Das Amt als Landrat übte er bis zu seinem Abschied im Jahr 1771 aus, sein Nachfolger wurde 1772 Siegfried Rudolph von Wagner und Wagenhoff.

## Persönliches
George Oswald Freiherr von Czettritz und Neuhaus saß auf Nieder-Herrndorf bzw. Golgowitz. Im Jahr 1773 trat er einer Freimaurerloge bei. Ein jüngerer Bruder war der preußische Offizier, zuletzt General der Kavallerie, Georg Oswald von Czettritz (1728–1796).